# Manufacture d'armes de Bayonne
La Manufacture d'Armes de Bayonne (MAB) était un fabricant d'armes français ayant produit uniquement des armes de poing. 

## Histoire
Cette firme de droit privé créée par Léon Barthe en 1920 fut active de 1921 à la fin des années 1980. Elle produisit d'abord des dérivés du Browning modèle 1906 et 1910. À partir des années 1950 apparurent des armes de conception propre. Les années 1970 virent les premières difficultés financières et l'entrée dans le capital de la MAB de la FN Herstal qui en fit un sous-traitant. Vers 1985, elle connut la faillite et survécut quelques années de plus sous la forme de la MABCO.

## Gamme

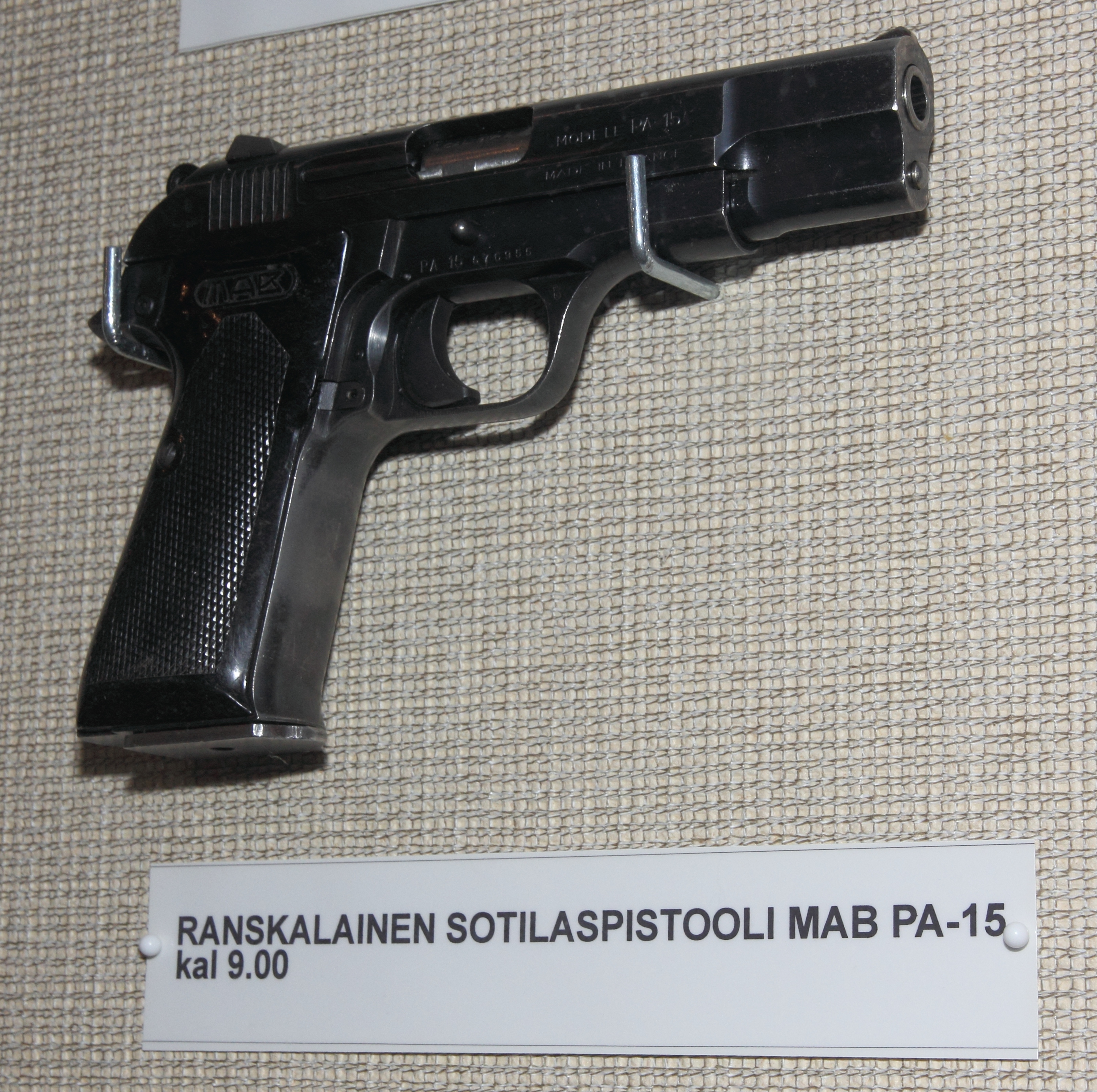
Un PA15, produit entre 1966 et 1982, dans un musée finlandais.

- MAB A
- MAB B
- MAB C
- MAB D
- MAB F
- MAB G
- MAB GZ
- MAB R
- MAB P8
- MAB P15